# Patricia Adam
Pour les articles homonymes, voir Adam (homonymie).
Patricia Adam, née à Saint-Cloud (Hauts-de-Seine) le 15 avril 1953, est une femme politique française.
Membre du Parti socialiste et députée de la deuxième circonscription du Finistère à partir de juin 2002, elle préside la commission de la défense nationale et des forces armées 2012 à 2017, puis est battue au second tour de l'élection législative en juin 2017.

## Biographie
Patricia Adam commence sa carrière professionnelle comme assistante de service social en banlieue parisienne. Dès lors, elle milite activement dans les associations de planning familial.
Brestoise depuis les années 1980, Patricia Adam s'implique activement dans la société des régates de Brest dont elle devient présidente en 85 .En 88 aux jeux de Séoul, le club avec deux de ses compétiteurs ramène à Brest la première médaille d'or .En 89 elle fait son entrée en politique au sein de l’équipe du socialiste Pierre Maille, qui reconquiert la mairie de Brest après six années de gestion par la droite. Elle devient alors adjointe au maire et conseillère communautaire de la Communauté urbaine de Brest, puis maire-adjointe au quartier de Saint Marc en 1995.
Vice-présidente chargée de l’action sociale du Conseil départemental du Finistère Conseil Général du Finistère de 1998 à 2011 et Présidente de Nautisme en Finistère, Patricia Adam est élue députée de la deuxième circonscription du Finistère pour un premier mandat le 16 juin 2002. Elle fait jouer la complémentarité entre ses mandats départemental et national en travaillant sur les dossiers d'intérêt pour sa circonscription que sont la Défense, les sciences de la mer, l’agroalimentaire et les technologies de l’information, tout en se positionnant sur les questions relatives à la famille et à la protection de l’enfance. À l’Assemblée nationale, elle siège au sein du groupe Socialiste, radical et citoyen. Elle est notamment membre de la commission de la défense nationale et des forces armées.
Elle rejoint et s'engage au sein de l'institut des hautes études de la défense nationale (IHEDN).Elle est rapporteure pour son groupe de la loi de Février 2007 sur la protection de l'enfance qui fixe les principes fondamentaux du droit des enfants .
Patricia Adam est élue pour un deuxième mandat le 17 juin 2007, avec 57,6 % des voix. À nouveau membre de la commission de la défense, Patricia Adam participe à la commission chargée de l'élaboration du Livre blanc sur la défense et la sécurité nationale de 2008. 
En novembre 2009, elle succède à Christophe Béchu à la tête du GIP Enfance en danger, organisme public chargé de l'organisation du Service national d'accueil téléphonique pour l'enfance en danger et de la gestion de l'Observatoire national de l'enfance en danger.

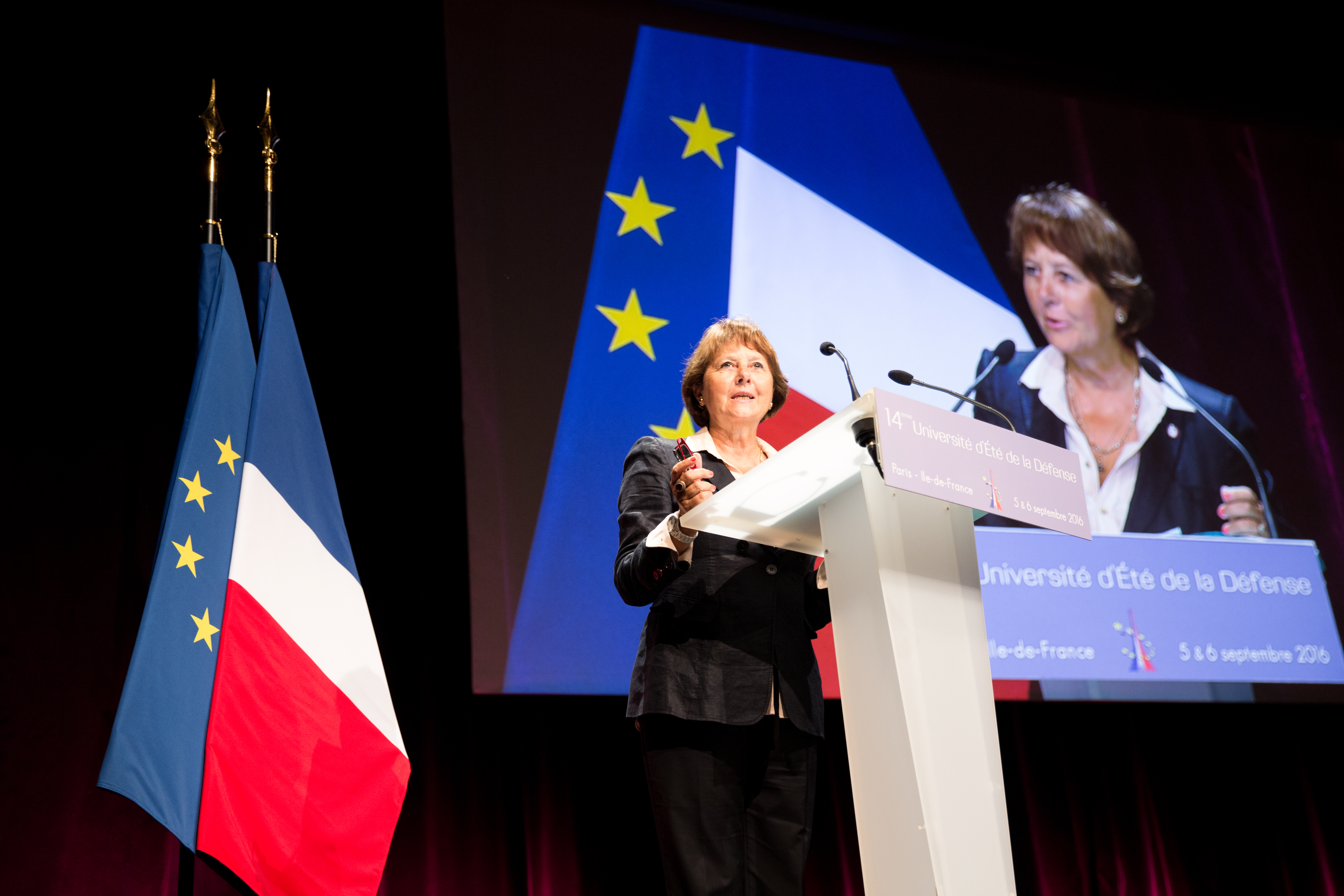
La présidente de la Commission de la défense nationale et des forces armées à Université d’Été de la Défense de l'École polytechnique en 2016.

En juin 2012, Patricia Adam est à nouveau élue députée, avec 66,84 % des voix au second tour. Elle est ensuite élue présidente de la commission de la défense nationale et des forces armées. Première femme élue par ses pairs à ce poste, Patricia Adam ne cesse de plaider en faveur d'une augmentation du budget de la défense, notamment dans le cadre de sa participation à la commission chargée de l'élaboration du Livre blanc de 2013. Elle obtient progressivement satisfaction avec la sanctuarisation puis l'augmentation du budget de la défense en 2015 .
Européenne convaincue elle est membre de l'assemblée parlementaire de la défense et organise des rencontres régulières avec ses homologues européens pour défendre une défense européenne . 

## Mandat parlementaire
Députée française
- 19/06/2002 - 20/06/2017 : députée de la Deuxième circonscription du Finistère
- 28/06/2012 - 20/06/2017 : Présidente de la commission de la défense nationale et des forces armées

## Mandats locaux
Conseil général
- 23/03/1998 - 16/03/2008 : vice-présidente du conseil général du Finistère
- 16/03/2008 - 27/03/2011 : conseillère générale du Finistère

Conseil municipal
- 20/03/1989 - 21/06/2002 : adjointe au maire de Brest

Mandats intercommunaux
- 20/03/1989 - 21/06/2002 : conseillère communautaire de Brest Métropole Océane